# 도호쿠 라쿠텐 골든이글스 (2군)
도호쿠 라쿠텐 골든이글스(일본어: 東北楽天ゴールデンイーグルス, Tohoku Rakuten Golden Eagles)의 2군 팀은 일본의 프로 야구 구단이며, 도호쿠 라쿠텐 골든이글스 계열의 구단이다. 이스턴 리그 (일본) 구단 중의 하나이며 2005년부터 활동하고 있다. 홈구장은 미야기 현 미야기 군 리후 정에 리후정 중앙공원 야구장과 센다이 시 이즈미구에 라쿠텐 이글스 이즈미 연습장이 있다.